# Tic et Tac, les rangers du risque
Tic et Tac, les rangers du risque (Chip 'n Dale Rescue Rangers) est une série télévisée d'animation américaine en 65 épisodes de 22 minutes, créée par Tad Stones et Alan Zaslove d'après les personnages Tic et Tac et diffusée pour la première fois le 4 mars 1989 sur Disney Channel. Après treize épisodes, la série a été diffusée en syndication du 15 septembre 1989 au 19 novembre 1990.
En France, la série a été diffusée à partir du 7 janvier 1990 sur TF1 dans l'émission Disney Club. puis par la suite sur Disney Channel, Toon Disney, Playhouse Disney et Disney Cinemagic. Au Québec, elle a été diffusée à partir du 9 septembre 1990 à la Télévision de Radio-Canada dans l'émission Déclic ; en Belgique à partir de 1991 sur RTL-TVI avant d'être diffusée à partir du 13 septembre 1993 dans l'émission Chambard ; et à partir de 1998 sur Club RTL.
La série fait l'objet d'un film, sorti en 2022 sur la plateforme Disney+.

## Synopsis
Tic et Tac ont ouvert en ville une Agence Tous Risques. Accompagnés de Gadget (souris femelle bricoleuse), Jack le Costaud (grande souris mâle moustachue) et Ruzor (petite mouche verte), leur mission est de venir en aide à quiconque serait victime de sombres machinations. Leur ennemi principal est Catox, gros chat maître du crime.

## Distribution

### Voix originales
- Corey Burton : Dale, Zipper, Snout, Mole
- Jim Cummings : Monterey Jack, Fat Cat, Wart
- Peter Cullen : Mepps, Kirby et Muldoon
- Tress MacNeille : Chip, Gadget
- Noelle North : Tammy et Bink

### Voix françaises
- Béatrice Belthoise : Tic
- Philippe Videcoq : Tac
- Virginie Ledieu : Gadget, voix féminines additionnelles
- Georges Berthomieu : Jack le Costaud
- Gérard Hernandez : Professeur Norton Nimnul, Mepps, Snout, Hercule Poivron, Jolly Roger, un des acolytes de Catox, voix additionnelles
- Bernard Tiphaine : Catox
- Jean-Claude Donda : Molle, Wart, Monsieur Dame, Plato, Rat Capone, voix additionnelles
- Danièle Hazan : Canina
- Jacques Dynam : Syracroco de Bergerac
- Barbara Tissier : Tammy, Bink
- Luq Hamet : le Collectionneur d'oeufs, Fred Electrique, Norman Nimnul, voix additionnelle
- Hervé Rey : Roger, Elliott, David
- Henry Djanik : Colonel Arachile

Version française
- Société de doublage : Télétota
- Direction artistique : Nathalie Raimbault
- Adaptation des dialogues : Nathalie Raimbault, Philippe Videcoq et Nathalie Vailhem
- Adaptation des chansons : Luc Aulivier
- Générique interprété par Anne Meson-Poliakoff

## Diffusion

### États-Unis
- La diffusion de Tic et Tac les Rangers du risque commence le 4 mars 1989 sur Disney Channel pour la première saison de treize épisodes après une diffusion en avant-première de l'épisode "Les Évadés d'Alchat-traz" le 28 août 1988[3]. La série est passée en syndication en septembre 1989 pour se poursuivre jusqu'au 19 novembre 1990, date de la diffusion du 65e et dernier épisode.

### France
- La série débute le 7 janvier 1990 sur TF1 dans l'émission naissante Disney Club. Diffusée à côté des séries d'animation Les Gummi et La Bande à Picsou, elle est le premier programme inédit de l'émission. Le 6e épisode de la série "Les Naufragés du socisso'plane" étant diffusé dans la première émission du Disney Club, les épisodes de la 1re saison ne seront diffusés qu'en 1991 durant la deuxième saison de l'émission.
- Le 5 janvier 1996[4], la diffusion régulière de Tic et Tac, les rangers du risque s'arrête et la série n'est diffusée que pendant les vacances d'été et les fêtes de Noël.
- Pendant la 9e saison du Disney Club et après le remplacement du Club Dorothée par TF! Jeunesse, la nouvelle émission jeunesse de TF1, la série continue à être rediffusée, cette fois en parallèle de la nouvelle émission jeunesse de la chaîne pour les fêtes de Noël du 22 décembre 1997[5] au 2 janvier 1998[6] puis pendant les vacances d'été dès le 22 juin 1998 [7]avant de cesser d'être diffusée sur TF1 le 28 août 1998[8].
- En 1997, la série est rediffusée sur Disney Channel venant de naître en France et elle sera rediffusée tour à tour sur Toon Disney entre 2002 et 2007 puis sur Disney Cinemagic entre 2007 et 2015.

## Commentaires
- Cette série reprend aussi certains éléments scénaristiques des Aventures de Bernard et Bianca avec, par exemple, l'assistance aux humains.
- Un court métrage d'animation éducatif, inspiré de la série, Rescue Rangers Fire Safety Adventure (14 min), a été réalisé par les studios Disney en août 1991 : Tic et Tac doivent déjouer les débuts d'incendies créés par Catox (Fat Cat) dans la caserne des pompiers et la banque voisine[9].

## Produits dérivés

### Bandes dessinées
Une bande dessinée mensuelle basée sur la série a été publiée par Disney Comics en 1990, comprenant 19 numéros. Ensuite, les bandes dessinées sont publiées dans Disney Adventures de 1990 à 1995, ainsi que dans la bande dessinée Disney Afternoon publiée par Marvel Comics. Une série de Boom! Studios en 8 numéros est également publiée de décembre 2010 à juin 2011.
En France, trois bandes dessinées de Tic et Tac, les Rangers du risque paraissent dans la collection Disney Club chez Dargaud de janvier 1991 à septembre 1993,,.
En septembre 2010, Boom! Studios annonce la publication d'une nouvelle série de Tic et Tac, les Rangers du risque en bande dessinée au mois de décembre. Ce choix est basé sur la popularité immense et inattendue de Myster Mask, une autre propriété de Disney Afternoon que BOOM! a relancée plus tôt en 2010. La série est signée par Ian Brill pour le scénario et Leonel Castellani pour le dessin,,,.

#### Apparitions caméos
Dans Le retour du justicier masqué... (The Duck Knight Returns), une bande dessinée de Myster Mask, Gadget fait une courte apparition.

### Jeux vidéo
- Disney's Chip'n Dale: Rescue Rangers un jeu vidéo développé et édité par Capcom en 1990.
- Disney's Chip'n Dale: Rescue Rangers 2 un jeu vidéo développé et édité par Capcom sur Nintendo Entertainment System en 1993.

#### Autres jeux
- Les Rangers du risque sont jouables dans les jeux mobiles Disney Emoji Blitz et Disney Sorcerer's Arena.
- Gadget est un personnage jouable dans le jeu Disney Tsum Tsum.

## Film
Depuis 2014, un projet de film était en cours d'étude. Le projet se précise avec une annonce de The Walt Disney Company déclarant un remake mélangeant CGI et live-action, assez proche visuellement de Alvin et les Chipmunks. Robert Rugan devait être le réalisateur du film puis a été remplacé depuis 2019 par Akiva Schaffer. Le film sera produit par le duo David Hoberman et Todd Lieberman et scénarisé par Dan Gregor et Doug Mand. Le tournage devrait commencer en mars 2021 à Los Angeles.
Le film est sorti sur la plateforme de streaming Disney+ sous le label “Disney+ Original”,, le 20 mai 2022.